# 1474 Beira
1474 Beira è un asteroide areosecante. Scoperto nel 1935, presenta un'orbita caratterizzata da un semiasse maggiore pari a 2,7355674 UA e da un'eccentricità di 0,4901032, inclinata di 26,66443° rispetto all'eclittica.
L'asteroide prende il nome dal porto di Beira, in Mozambico.